# What'z Itzy
What'z Itzy, estilizado en mayúsculas como WHAT'z ITZY, es un miniálbum recopilatorio y el primer EP para la industria de Japón del grupo femenino surcoreano Itzy, que fue lanzado en formato digital el 1 de septiembre de 2021 por Warner Music Japan. El álbum contiene los cinco sencillos del grupo lanzados a la fecha.

## Antecedentes y lanzamiento
El 31 de agosto de 2021, en medio de la promoción del futuro primer álbum de estudio de Itzy denominado Crazy in Love, JYP Entertainment, sello discográfico del grupo, anunció sorpresivamente el lanzamiento de su primer álbum para la industria musical de Japón, un EP en formato digital que contiene los cinco sencillos del grupo, que han presentado desde su debut a la fecha, lanzamiento a cargo de Warner Music Japan. Ese mismo día, fue publicado un póster conceptual del nuevo álbum con la frase «coming soon» («pronto»).
Junto con el anuncio, se dio aviso de la apertura del nuevo sitio web en japonés del grupo, como parte de la promoción del miniálbum y del futuro álbum larga duración. «Planeamos compartir noticias sobre el debut (del grupo) en Japón en etapas en el sitio web oficial», señalaron desde JYP Entertainment.

## Lista de canciones
| CD / Descarga digital |                  |                              | |                                         |          |  |
| N.º                   | Título           | Letras                       | Música | Arreglo                                 | Duración |  |
| 1.                    | «Dalla Dalla»    | Galactika                    | Galactika, Atenna | Atenna                                  | 3:19     |  |
| 2.                    | «Icy»            | J.Y. Park, Penomeco          | J.Y. Park, Cazzi Opeia, Ellen Berg Tollbom, Daniel Caesar, Ludwig Lindell, Ashley Alisha, Cameron Neilson, Lauren Dyson | J.Y. Park, Lee Hae-seul                 | 3:11     |  |
| 3.                    | «Wannabe»        | Galactika                    | Galactika | Team Galactika                          | 3:12     |  |
| 4.                    | «Not Shy»        | J.Y. Park                    | Kobee, Charlotte Wilson                                                                                                 | J.Y. Park, Kobee, earattack             | 2:58     |  |
| 5.                    | «In the Morning» | J.Y. Park, KASS, danke, LYRE | LYRE, J.Y. Park, earattack, KASS, Lee Hae-sol                                                                           | LYRE, J.Y. Park, Lee Hae-sol, earattack | 2:52     |  |
| 15:32                 |                  |                              | |                                         |          |  |

## Historial de lanzamiento
| País   | Fecha                   | Formato                     | Discográfica       | Ref.  |
| ------ | ----------------------- | --------------------------- | ------------------ | ----- |
| Varios | 1 de septiembre de 2021 | Descarga digital, streaming | Warner Music Japan | [ 7 ] |
| Japón  | TBA                     | CD                          | Warner Music Japan | [ 7 ] |